# Grega Bole
Grega Bole (Jesenice, 13 agosto 1985) è un ciclista su strada sloveno, professionista dal 2005, che corre per il Shabab Al Ahli Cycling Team. Passista-velocista, in carriera ha vinto una tappa al Giro del Delfinato 2010 e il Grand Prix de Ouest-France 2011.

## Carriera
Passa professionista nel 2005 con la Radenska Rog, squadra Continental; si trasferisce poi alla Sava, con cui nel 2006 coglie le prime vittorie tra i pro in una tappa alla Paths of King Nikola e in una al Giro di Slovacchia. Nel 2007, sempre alla Sava, consegue quattro successi, tra i quali spiccano una tappa al Giro della Regione Friuli Venezia Giulia e la Liegi-Bastogne-Liegi Under-23. L'anno dopo passa all'Adria Mobil – in stagione vince il Grand Prix Kranj – mentre nel 2009 conquista il Gran Premio Nobili Rubinetterie, una tappa della Vuelta a Asturias e una al Tour of Hainan. Nel 2009 aveva corso per la Amica Chips-Knauf, ma la squadra era fallita a giugno e Bole era tornato all'Adria Mobil per la seconda metà di stagione.
Nel 2010 si aggrega alla Lampre-Farnese Vini di Giuseppe Saronni, vivendo una stagione positiva. Partecipa per la prima volta al Tour de France e alla Vuelta a España (nella quale coglie alcuni piazzamenti nei primi cinque); si impone inoltre in due tappe al Giro di Slovenia e in una frazione al Critérium du Dauphiné, battendo in una volata a ranghi ristretti Peter Velits e Geraint Thomas, e si mette in mostra al Tour de Pologne, concludendolo al secondo posto. Partecipa poi alla prova in linea dei campionati del mondo di Melbourne, nei quali coglie l'undicesima posizione.
Nel 2011, ancora tra le file del team Lampre, si laurea campione nazionale in linea; in agosto si aggiudica il Grand Prix de Ouest-France di Plouay, prova del calendario UCI World Tour, superando in volata Simon Gerrans, Thomas Voeckler e Thor Hushovd. Chiude nel 2012 con la squadra italiana, senza cogliere alcun risultato.
Il 2013 lo vede nelle file del team olandese Vacansoleil, con cui torna alla vittoria, seppur cogliendo solo il successo in una tappa del Tour de l'Ain. Al termine della stagione, in seguito alla dismissione del team, rimane senza contratto fino all'aprile del 2014, quando firma per l'italo-giapponese Vini Fantini-Nippo, squadra Continental con cui ottiene, nell'arco di pochi mesi, quattro vittorie in altrettante gare a tappe e numerosi piazzamenti. Nel 2015 passa alla polacca CCC Sprandi Polkowice, vincendo una frazione al Giro di Croazia. Rientra alla Nippo-Vini Fantini nel 2016: in stagione coglie i successi al Gran Premio Costa degli Etruschi e nella classifica generale del Tour de Korea, piazzandosi inoltre terzo al Trofeo Laigueglia.
Per il 2017 viene ingaggiato dal neonato WorldTeam Bahrain-Merida, in cui rimane fino al 2020 vincendo, nel 2018, due tappe al Tour of Japan e la classifica scalatori del Giro di Turchia (gara World Tour). Dal 2022 è attivo negli Emirati Arabi Uniti con la formazione non-UCI Shabab Al Ahli Cycling Team.

## Palmarès
- 2002 (Juniores)

Trofeo San Rocco
3ª tappa Giro della Lunigiana (Sarzana > Sarzana)
- 2003 (Juniores)

1ª tappa GP Général Patton (Ettelbruck > Hosingen)
2ª tappa Liège - La Gleize (Herve > La Gleize)
Classifica generale Liège - La Gleize
2ª tappa Tour of Croatia (Umag > Labin)
3ª tappa Tour of Croatia (Rabac > Pula)
Classifica generale Tour of Croatia
- 2004 (Sava, una vittoria)

Memorijal Stjepan Grgac
- 2005 (Sava, una vittoria)

Burgenland Rundfahrt
- 2006 (Sava, quattro vittorie)

1ª tappa The Paths of King Nikola (Castelnuovo > Antivari)
Großer Preis Steiermark
Campionati sloveni, prova in linea under 23
2ª tappa Okolo Slovenska (Sabinov > Tatranská Lomnica)
- 2007 (Sava, quattro vittorie)

1ª tappa Istrian Spring Trophy (Parenzo > Albona)
Liegi-Bastogne-Liegi Under-23
2ª tappa Giro delle Regioni (Città Sant'Angelo > Città Sant'Angelo)
1ª tappa Giro della Regione Friuli Venezia Giulia (Cassacco > Gorizia)
- 2008 (Adria Mobil, una vittoria)

Grand Prix Kranj
- 2009 (Amica Chips-Knauf/Adria Mobil, quattro vittorie)

Gran Premio Nobili Rubinetterie
3ª tappa Vuelta a Asturias (Llanes > Gijón)
7ª tappa Tour of Hainan (Danzhou > Dongfang)
- 2010 (Lampre-Farnese Vini, tre vittorie)

1ª tappa Critérium du Dauphiné (Évian-les-Bains > Saint-Laurent-du-Pont)
1ª tappa Giro di Slovenia (Capodistria > Medvode)
2ª tappa Giro di Slovenia (Lubiana > Villaco)
- 2011 (Lampre-ISD, due vittorie)

Campionati sloveni, prova in linea
Grand Prix de Ouest-France
- 2013 (Vacansoleil-DCM, una vittoria)

2ª tappa Tour de l'Ain (Ferme > Oyonnax)
- 2014 (Vini Fantini-Nippo, cinque vittorie)

3ª tappa Circuit des Ardennes (Monthermé > Monthermé)
1ª tappa Szlakiem Grodów Piastowskich (Świdnica > Dzierżoniów)
1ª tappa Tour de Korea (Hanam > Chungju)
6ª tappa Tour of Qinghai Lake (Guide > Tongren)
10ª tappa Tour of Qinghai Lake (Tianshui > Pingliang)
- 2015 (CCC Sprandi Polkwice, una vittoria)

1ª tappa Tour of Croatia (Makarska > Spalato)
- 2016 (Nippo-Vini Fantini, due vittorie)

Gran Premio Costa degli Etruschi
Classifica generale Tour de Korea
- 2018 (Bahrain-Merida, due vittorie)

3ª tappa Tour of Japan (Inabe > Inabe)
7ª tappa Tour of Japan (Izu > Izu)
- 2022 (Shabab Al Ahli, due vittorie)

3ª tappa Tour of Sharjah (Al Fujayrak > Khor Fakkan (Al Suhub Rest Area))
Classifica generale Tour of Sharjah
- 2023 (Shabab Al Ahli, due vittorie)

3ª tappa Tour of Salalah (al-Haffa > Darbat)
Classifica generale Tour of Salalah

### Altri successi
- 2002 (Juniores)

Classifica giovani Giro della Lunigiana
- 2006 (Sava)

Medvode Criterium
- 2007 (Sava)

Stainzer Schilcherlandkriterium
Classifica a punti Giro delle Regioni
Classifica a punti Giro della Regione Friuli Venezia Giulia
- 2008 (Adria Mobil)

Classifica giovani Giro delle Provincia di Grosseto
Medvode Criterium
Loborika Criterium
- 2009 (Amica Chips-Knauf/Adria Mobil)

VN HiFi-Color Studio
Campionati del mondo militari, prova a cronometro
- 2010 (Lampre-Farnese Vini)

Classifica a punti Giro di Slovenia
- 2011 (Lampre-ISD)

Medvode Criterium
VN HiFi-Color Studio
- 2014 (Vini Fantini-Nippo)

Classifica a punti Circuit des Ardennes
Classifica a punti Tour of Japan
Classifica a punti Tour de Korea
- 2018 (Bahrain-Merida)

Classifica a punti Tour of Japan
Classifica scalatori Giro di Turchia
- 2022 (Shabab Al Ahli)

Classifica a punti Tour of Sharjah
- 2024 (Shabab Al Ahli)

UAECF National League - Race 6
Bike Abu Dhabi

## Piazzamenti

### Grandi Giri
- Giro d'Italia

2013: ritirato (20ª tappa)
2015: 61º
2016: 135º
2019: 110º
- Tour de France

2010: 122º
2011: 127º
2012: ritirato (16ª tappa)
2017: 143º
- Vuelta a España

2010: 97º
2013: 97º
2020: ritirato (5ª tappa)

### Classiche monumento
- Milano-Sanremo

2011: 54º
2012: ritirato
2013: 78º
2015: 16º
2017: 70º
- Giro delle Fiandre

2011: ritirato
2013: 68º
- Liegi-Bastogne-Liegi

2017: 145º
2019: ritirato
- Giro di Lombardia

2016: ritirato
2020: ritirato

### Competizioni mondiali
- Campionati del mondo

Zolder 2002 - Cronometro Juniores: 58º
Zolder 2002 - In linea Juniores: 93º
Hamilton 2003 - In linea Juniores: 7º
Salisburgo 2006 - In linea Under-23: 17º
Stoccarda 2007 - Cronometro Under-23: 19º
Stoccarda 2007 - In linea Under-23: 48º
Varese 2008 - In linea Elite: ritirato
Mendrisio 2009 - In linea Elite: ritirato
Melbourne 2010 - In linea Elite: 11º
Copenaghen 2011 - In linea Elite:  20º
Limburgo 2012 - In linea Elite: ritirato
Toscana 2013 - In linea Elite: ritirato
Ponferrada 2014 - In linea Elite: 42º
Richmond 2015 - In linea Elite: 86º
Doha 2016 - In linea Elite: ritirato
Innsbruck 2018 - In linea Elite: ritirato
Yorkshire 2019 - In linea Elite: ritirato
- Giochi olimpici

Londra 2012 - In linea: 79º

### Competizioni continentali
- Campionati europei

Otepää 2004 - In linea Under-23: 104º
Valkenburg 2006 - In linea Under-23: ritirato
Sofia 2007 - Cronometro Under-23: 10º
Sofia 2007 - In linea Under-23: 89º
Plumelec 2016 - In linea Elite: 66º